# Freddy Menahem
Freddy Shlomo Menahem, dit Freddy Menahem (4 mai 1924 à Thessalonique - 20 juin 2015 à Paris), est un médecin, résistant juif français. Dès 1942, il est membre des CDLR (Ceux de la Résistance) dont le responsable est Léo Hamon. En mars 1943, il fonde la Sixième pour la zone occupée avec l’aide des chefs et cheftaines de Paris des éclaireuses et éclaireurs israélites de France. Le 20 août 1944, il prend part à la prise de l’Hôtel de ville de Paris.

## Biographie
Freddy Menahem,,,,, est né le 4 mai 1924 à Thessalonique en Grèce. Il est le fils de Joseph Menahem, comptable, né le 21 juillet 1894 à Salonique (Thessalonique) en Grèce et de Julie Menahem (née Pessah) née le 20 septembre 1903 à Salonique (Thessalonique) en Grèce.
Il a une sœur, Etty Menahem, née le 6 avril 1926 à Salonique (Thessalonique) en Grèce.
Sa famille arrive en France en 1930.

### Scoutisme
En 1934, Freddy Menahem entre aux EI (Eclaireurs israélites, devenu ensuite les éclaireuses et éclaireurs israélites de France).
En 1940, il est nommé chef de la troupe Josué (3e Paris). Il est totémisé Girafe.

### Résistance
En 1942, Freddy Menahem devient  membre des CDLR (Ceux de la Résistance), dont le responsable est Léo Hamon.
Après la rafle du rafle du Vel d'Hiv il est chargé par Simon Levitte et Emmanuel Lefchetz, de créer la Sixième en zone occupée, dont il devient le chef, coordonnant plusieurs agents. Il organise ensuite les Milices Patriotiques du 5e arrondissement de Paris avec lesquelles il prendra part à la prise de l’Hôtel de ville de Paris, le 20 août 1944.

### Famille
Freddy Menahem épouse Ruth Milgram née le 9 septembre 1923 à Dresde en Allemagne, et morte le 19 novembre 2009 à Paris, à l'âge de 86 ans. Docteur ès lettres et sciences humaines, elle est psychanalyste et écrit sous le nom de Ruth Menahem.
Les Menahem ont trois enfants, deux fils et une fille : Marc Joseph Menahem (né en 1947 à Paris, époux de Anne Goldberg, qui ont un fils: Morgan Menahem, né en 1974), Guy Wolf Menahem (né à Paris en 1949 dont les enfants sont : Yirmi Menahem, né en 1973, Laurent Menahem, né en 1988, Lola Menahem, née en 1991 et Sacha Menahem, née en 1993), Nadine Sara Menahem, née en 1954, morte le 28 février 2003, épouse du docteur Jean-Pierre Coulon, avec qui elle a un fils (Shmuel Coulon, né en 1989) et une fille (Nina Coulon, née en 1991),.

### Déportation de ses parents
Le 31 juillet 1944 Joseph Menahem, âgé de 50 ans, et Julie Menahem, 40 ans, sont déportés par le convoi n° 77, du Camp de Drancy vers Auschwitz où ils sont assassinés. Leur dernière adresse est au 51 rue de Clignancourt dans le 18e arrondissement de Paris.

### Mort
Freddy Menahem meurt le 20 juin 2015 dans le 8e arrondissement de Paris et ses obsèques ont lieu le 24 juin 2015 au cimetière du Père-Lachaise.

## Décorations
- Chevalier du dévouement social
- Médaille de vermeil de la ville de Paris
- Chevalier de l'ordre national du Mérite
- Chevalier de la Légion d'honneur (mai 2012)[20]